# Tara Air

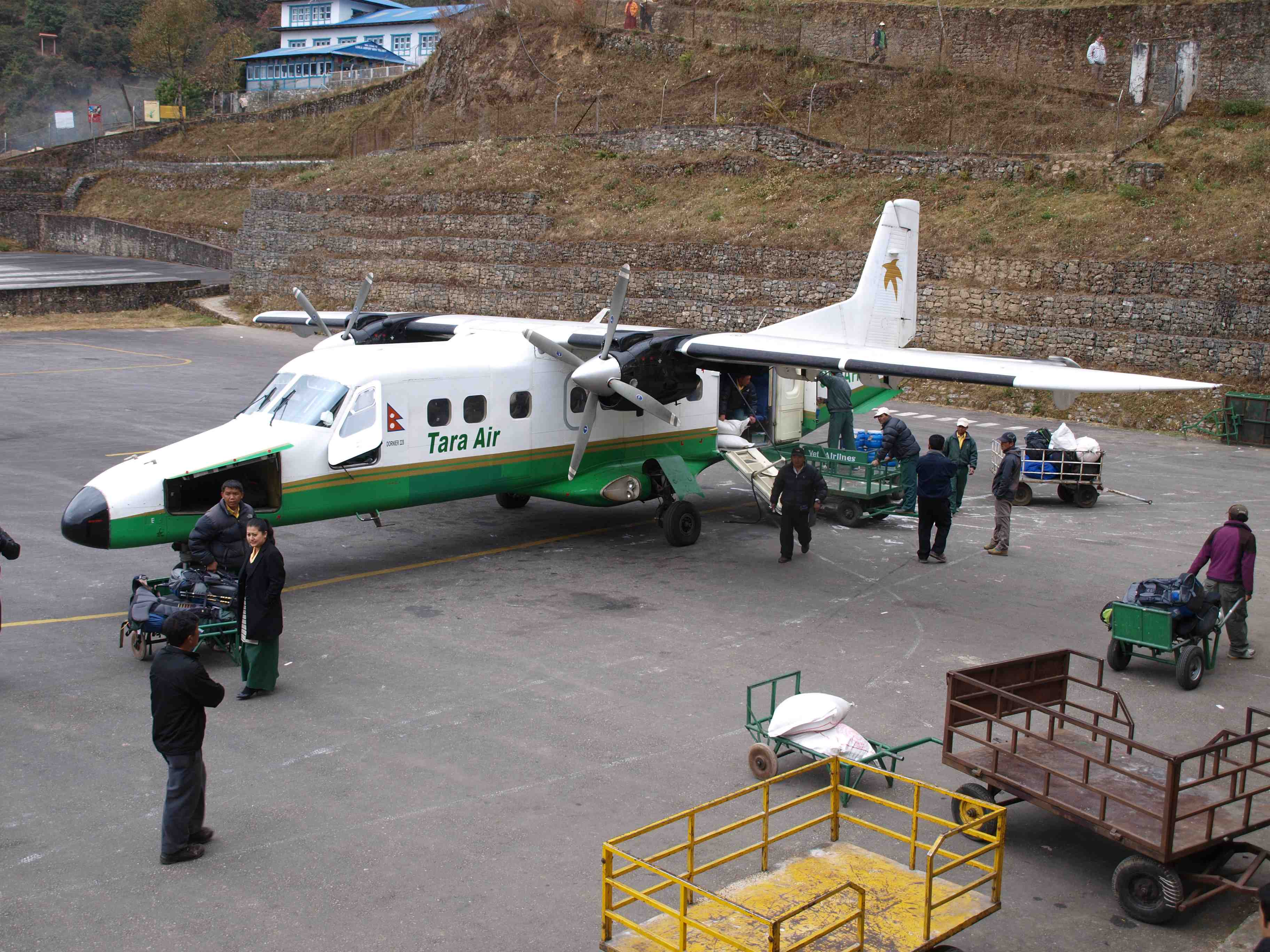
Dornier 228 de Tara Air en el aeropuerto Tenzing-Hillary

Tara Air es una aerolínea con sede en Katmandú, Nepal. Es una subsidiaria de Yeti Airlines. Tara Air se formó en 2009 utilizando aviones de la flota de Yeti Airlines y tiene su base en el Aeropuerto Internacional Tribhuvan, con un centro secundario en el Aeropuerto de Nepalgunj. La aerolínea opera vuelos regulares y servicios chárter aéreos con una flota de aviones STOL, anteriormente proporcionada por Yeti Airlines. Sus operaciones se centran en dar servicio a aeropuertos y pistas de aterrizaje remotos y montañosos.

## Historia
Tara Air se formó en 2009 cuando Yeti Airlines dividió sus operaciones de aviones STOL de sus operaciones regionales. Las operaciones STOL de la aerolínea pasaron a llamarse Tara Air y se centraron en brindar servicios en aeropuertos y pistas de aterrizaje remotos y montañosos

## Destinos

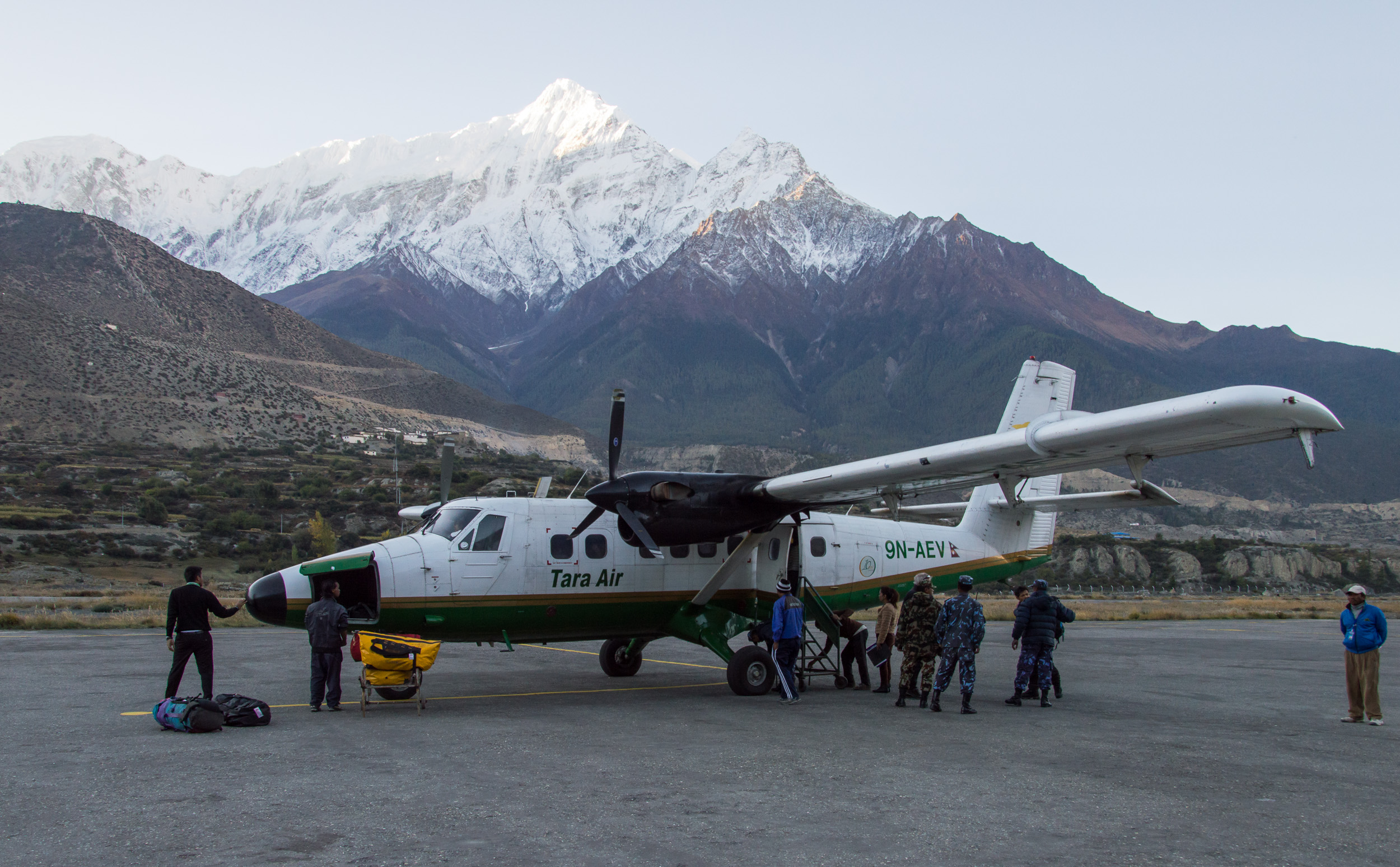
DHC-6 Twin Otter de Tara Air en el aeropuerto de Jomsom

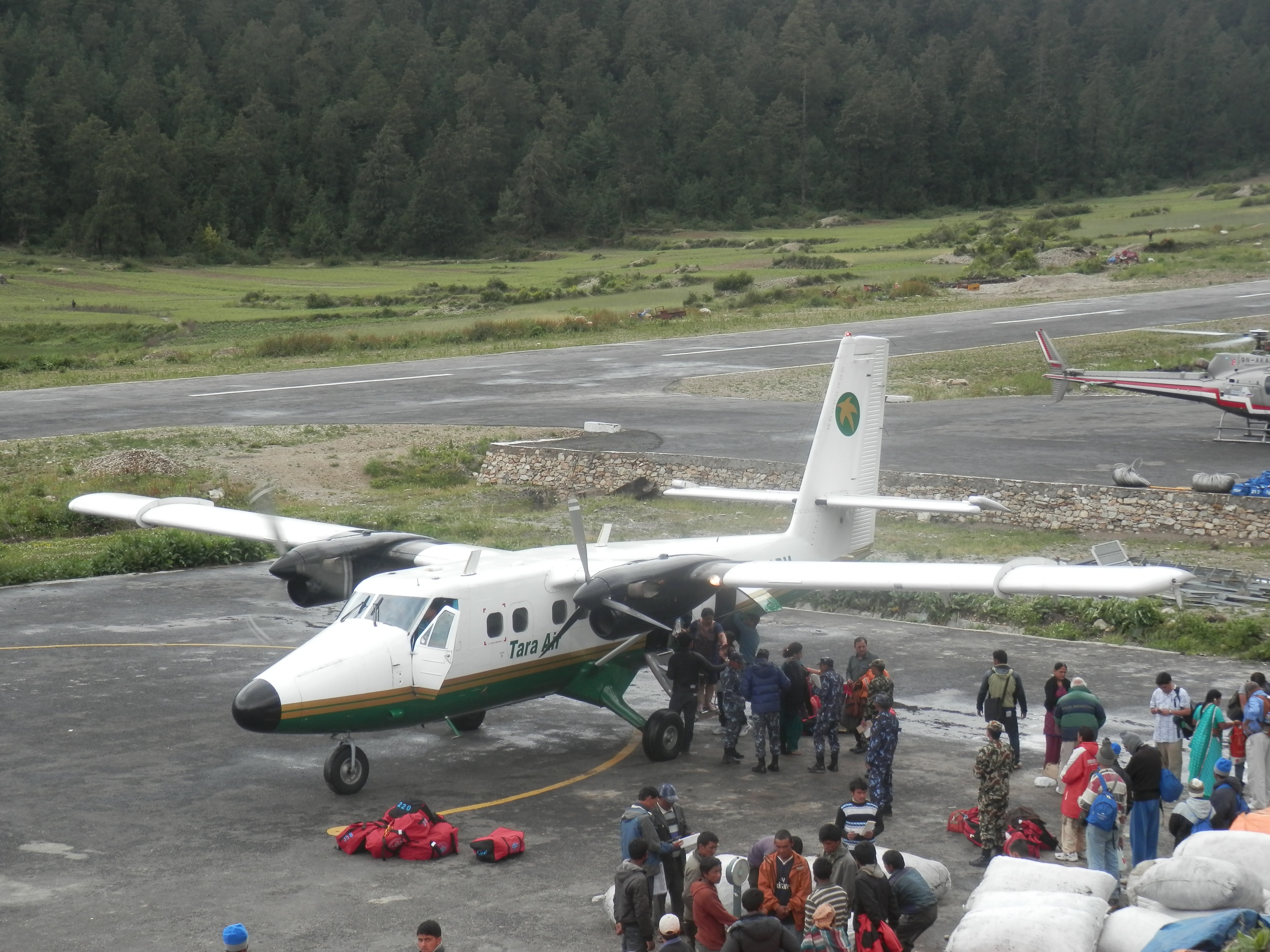
DHC-6 Twin Otter de Tara Air en el aeropuerto de Simikot

La aerolínea opera vuelos nacionales regulares a varios destinos, además de ofrecer servicios chárter aéreos. Tara Air opera vuelos programados diarios entre Katmandú y Lukla, y entre Jomsom y Pokhara. Otros destinos se sirven con diferente frecuencia.
| Destino       | Aeropuerto                            | Notas       | Refs. |
| ------------- | ------------------------------------- | ----------- | ----- |
| Katmandú      | Aeropuerto Internacional de Tribhuvan | Hub         |       |
| Nepalgunj     | Aeropuerto de Nepalgunj               | Ciudad Foco |       |
| Pokhara       | Aeropuerto de Pokhara                 | Ciudad Foco |       |
| Bajhang       | Aeropuerto de Bajhang                 | Cancelado   | [ 4 ] |
| bajura        | Aeropuerto de Bajura                  |             |       |
| Bhojpur       | Aeropuerto de Bhojpur                 |             | [ 5 ] |
| Birendranagar | Aeropuerto de Surkhet                 | Cancelado   | [ 4 ] |
| Bowang        | Aeropuerto de Dhorpatan               | Cancelado   | [ 4 ] |
| Diktel        | Aeropuerto de Khanidanda              |             |       |
| Dolpa         | Aeropuerto de Dolpa                   |             |       |
| Jiri          | Aeropuerto de Jiri                    | Cancelado   | [ 4 ] |
| jommom        | Aeropuerto de Jomsom                  |             |       |
| jumla         | Aeropuerto de Jumla                   |             |       |
| Lukla         | Aeropuerto Tenzing-Hillary            |             |       |
| Lamidanda     | Aeropuerto de Lamidanda               |             |       |
| Lang Tang     | Aeropuerto de Langtang                | Cancelado   | [ 4 ] |
| Manang        | Aeropuerto de Manang                  | Cancelado   |       |
| manthali      | Aeropuerto de Ramechap                |             | [ 6 ] |
| Phaplu        | Aeropuerto de Phaplu                  |             |       |
| rara          | Aeropuerto de Talcha                  |             |       |
| Rumjatar      | Aeropuerto de Rumjátar                |             |       |
| Rukum         | Aeropuerto de Rukumkot                | Cancelado   | [ 4 ] |
| Rukum         | Aeropuerto de Rukum Salle             | Cancelado   | [ 4 ] |
| Sanfebagar    | Aeropuerto de Sanfebagar              | Cancelado   |       |
| simikot       | Aeropuerto de Simikot                 |             |       |
| Syangboche    | Aeropuerto de Syangboche              | Cancelado   |       |

### Acuerdos de código compartido
Tara Air tiene un acuerdo de código compartido con su empresa matriz Yeti Airlines . 

## Flota
La flota de Tara Air consta de los siguientes aviones (junio de 2022):  
| Aeronave                                    | En flota | Pedidos | Pasajeros | Pasajeros | Pasajeros | Notas |
| Aeronave                                    | En flota | Pedidos | C         | Y         | Total     | Notas |
| ------------------------------------------- | -------- | ------- | --------- | --------- | --------- | ----- |
| Dornier 228                                 | 2        | —       | 0         | 19        | 19        |       |
| de Havilland Canadá DHC-6-300 Nutria gemela | 2        | —       | 0         | 19        | 19        |       |
| Nutria gemela Viking Air DHC-6-400          | 1        | —       | 0         | 18        | 18        |       |
| Pilatus PC-6 Portero                        | 2        | —       | 0         | 7         | 7         |       |
| Total                                       | 7        | —       |           |           |           |       |

## Accidentes e incidentes
- El 26 de mayo de 2010, un DHC-6 Twin Otter despegó del aeropuerto de Birendranagar en Surkhet con destino al aeropuerto de Talcha en Rara con 18 pasajeros y 3 tripulantes a bordo. A las 10 de la mañana, el avión tuvo que realizar un aterrizaje de emergencia en el aeropuerto de Birendranagar después de que la puerta de la cabina se abriera repentinamente cinco minutos después del despegue. Los funcionarios de Tara Air dijeron que el asistente de cabina logró cerrar la puerta inmediatamente después de que se abrió para evitar posibles contratiempos.[10]
- El 15 de diciembre de 2010, un DHC-6 Twin Otter se estrelló poco después de despegar del aeropuerto de Lamidanda en Nepal; Estaba de camino a Katmandú. Los 19 pasajeros y 3 tripulantes de vuelo murieron.[11]
- El 23 de junio de 2011, un Dornier 228 sufrió daños sustanciales en un aterrizaje forzoso y una excursión a la pista en el aeropuerto de Simikot, Nepal. El avión operaba un vuelo de carga desde el aeropuerto de Nepalgunj.[12]
- El 21 de septiembre de 2012, un DHC-6 Twin Otter en ruta de Dolpa a Nepalgunj resultó dañado durante el despegue cuando el piloto perdió el control direccional. Nadie resultó herido en el incidente.[13]
- El 24 de febrero de 2016, el vuelo 193 de Tara Air desapareció poco después del despegue mientras viajaba a Pokhara-Jomsom. Más tarde se descubrió que el avión se estrelló en la región montañosa del norte, matando a 23 personas, incluidos 2 bebés y 3 miembros de la tripulación.[14]
- El 22 de abril de 2019, un avión Dornier 228 se salió de la pista al aterrizar en el aeropuerto de Ramechhap. Debido al clima adverso, el vuelo del aeropuerto internacional de Tribhuvan al aeropuerto de Lukla fue desviado al aeropuerto de Ramechhap. Toda la tripulación y los pasajeros evacuaron el avión de forma segura.[15]
- El 1 de diciembre de 2021, un avión DHC-6 Twin Otter rompió un neumático al aterrizar en el aeropuerto de Bajura. Si bien nadie resultó herido, se volvió viral un vídeo de los pasajeros empujando el avión fuera de la pista, ya que no había ningún vehículo adecuado en el aeropuerto.[16]
- El 29 de mayo de 2022, el vuelo 197 de Tara Air perdió contacto con el ATC 12 minutos después del despegue del aeropuerto de Pokhara. Los restos del avión fueron encontrados 20 horas después en la ladera de una montaña en Sanosware, distrito de Mustang, ninguno de los 22 a bordo sobrevivió.[17]